# Лаудермарке
Лаудермарке (нід. Laudermarke) — селище в нідерландській провінції Гронінген. Входить до муніципалітету Вестерволде.
Його площа становить 10,28км², а населення станом на 2021 рік складало 115 осіб.
Перша згадка про населений пункт датується 1466 роком.